# The Wall Street Project
Pour plus de détails, voir Fiche technique et Distribution.
The Wall Street Project ou Le Projet Hummingbird au Québec (The Hummingbird Project) est un film belgo-canadien écrit et réalisé par Kim Nguyen, sorti en 2018.

## Synopsis
Un trader et un informaticien, qui sont cousins, se lancent dans la construction d'une ligne de fibre optique pour des transactions ultra rapides et à haute fréquence entre la bourse du Kansas et celle de New York, ce qui leur permettrait de devancer le marché boursier de quelques millisecondes afin d'être les premiers à remporter des transactions et d'empocher ainsi des millions de dollars plus rapidement. Leur ancienne patronne, Eva Torres, va tout faire pour les empêcher de mener à bien ce projet.

## Fiche technique
- Titre original : The Hummingbird Project
- Titre français : The Wall Street Project
- Titre québécois : Le Projet Hummingbird
- Réalisation et scénario : Kim Nguyen
- Direction artistique : Marie-Soleil Dénommé et Michelle Lannon
- Costumes : Valérie Lévesque
- Photographie : Nicolas Bolduc
- Montage : Nicolas Chaudeurge et Arthur Tarnowski
- Musique : Yves Gourmeur
- Sociétés de production : Belga Productions et Item 7
- Société de distribution : Kinovista
- Pays d'origine :  Belgique et  Canada
- Langue originale : anglais
- Format : Couleur - 35 mm - 2,35 : 1 - son Dolby Digital
- Genre : Thriller
- Durée : 111 minutes
- Dates de sortie :
  - Canada : 8 septembre 2018 (Toronto International Film Festival) ; 22 mars 2019 (sortie nationale)
  - Belgique : 8 septembre 2019 (Festival du film d'Ostende)
  - France : 14 septembre 2019 (Festival du cinéma américain de Deauville) ; 22 mai 2020 (DVD)

## Distribution
- Jesse Eisenberg (VQ : Hugolin Chevrette-Landesque)[2] : Vincent Zaleski
- Alexander Skarsgård (VQ : Frédérik Zacharek) : Anton Zaleski et mari de Mascha
- Salma Hayek (VQ : Camille Cyr-Desmarais) : Eva Torres
- Frank Schorpion : Bryan Taylor
- Michael Mando (VQ : Philippe Martin) : Mark Vega
- Sarah Goldberg (VQ : Catherine Proulx-Lemay) : Mascha
- Johan Heldenbergh (VQ : Frédéric Paquet) : vieil Amish
- Ayisha Issa (VQ : Rachel Graton) : Ophelia Troller
- Mark Slacke : Tasso Casilieris
- Julian Bailey (VQ : Martin Desgagné) : Elliot
- Kwasi Songui : Ray